# Nanded (huyện)
Huyện Nanded là một huyện thuộc bang Maharashtra, Ấn Độ. Thủ phủ huyện Nanded đóng ở Nanded. Huyện Nanded có diện tích 10528 ki lô mét vuông. Đến thời điểm năm 2001, huyện Nanded có dân số 2868158 người.